# Tara Davis-Woodhall
Tara Davis-Woodhall (Agoura Hills, 20 de maio de 1999) é uma atleta norte-americana campeã olímpica e mundial do salto em distância. 

## Carreira
Teve sua primeira participação em Jogos Olímpicos em Tóquio 2020, onde ficou em sexto lugar com um salto de 6,68 m. Dois anos depois, no Campeonato Mundial de Atletismo de 2023 em Budapeste, Hungria, ficou com a medalha de prata. Neste mesmo ano venceu o Campeonato Norte-americano de Atletismo em Pista Coberta com 6,99 m. Teve, porém, a medalha de ouro cassada depois que exames de amostra de urina detectaram maconha em seu sangue; ela recebeu uma punição leve, de um mês, tendo que completar um curso de tratamento de abuso de entorpecentes.
Em fevereiro de 2024 ela venceu a prova no Campeonato Mundial de Atletismo em Pista Coberta em Glasgow, na Escócia, saltando 7,07 m.
Em Paris 2024 ela conquistou a medalha de ouro derrotando a alemã Malaika Mihambo, campeã olímpica em Tóquio e bicampeã mundial da prova, com um salto de 7,10 m.
Sua melhor marca pessoal é de 7,18 m, conseguida em em Albuquerque, Novo México, em fevereiro de 2024.

## Vida pessoal
Tara é casada com o atleta paraolímpico Hunter Woodhall e juntos eles mantém um canal sobre atletismo e sobre sua vida no Youtube, com mais de 800 mil inscritos.